# حزب الثورة الاشتراكية
حزب الثورة الاشتراكية (بالإنجليزية: Party of the Socialist Revolution)‏ هو حزب سياسي جزائري، أسس في 20 سبتمبر 1962م، وحل في 1979م، يقع مقره في باريس.

## أعضاء بارزون
- كود سباركل
- تحديث القائمة

- محمد بوضياف (1962 - 1992)